# Neocorycodus stimpsoni
Neocorycodus stimpsoni is een krabbensoort uit de familie van de Cyclodorippidae. De wetenschappelijke naam van de soort is voor het eerst geldig gepubliceerd in 1937 door Rathbun.